# 17702 Kryštofharant
17702 Kryštofharant è un asteroide della fascia principale. Scoperto nel 1997, presenta un'orbita caratterizzata da un semiasse maggiore pari a 3,0707032 UA e da un'eccentricità di 0,0772574, inclinata di 8,69624° rispetto all'eclittica.